# 찰스 그멜린

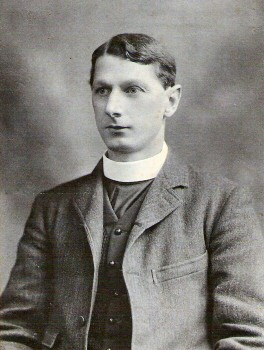

찰스 헨리 스튜어트 그멜린(영어: Charles Henry Stuart Gmelin, 1872년 5월 28일 ~ 1950년 10월 12일)은 인도의 크리슈나가가르에서 태어나서 영국의 옥스포드에서 사망한 영국의 육상 선수이다. 그는 아테네에서 열린 1896년 하계 올림픽에 참가했다.

## 개인적인 삶
그멜린은 아버지가 선교생활을 하고 있던 인도의 벵갈에서 태어났으나, 학교 때문에 어릴 때 잉글랜드로 돌아왔다. 그는
그는 막달라 마리아 대학과 케블 대학교에서 공부를 했다. 졸업한 후에는 신품성사를 했으며 옥스포드의 프레시필드 학교의 교장이되었다. 은 만능 스포츠선수여서 옥스퍼드셔주의 축구와 크리켓을 대표하는 선수였다.

## 올림픽에서 남긴 기록
그가 100m 예선에서 3위를 기록했을 때 그는 영국인으로는 처음으로 올림픽에 참가하는 선수라는 영광을 누렸다. 그러나 그는 결선에 진출하지 못했다.
그는 400m에서 더 큰 성공을 거두었는데 미국의 톰 버크에 이어서 예선전을 통과했다. 결선에서는 55.6초를 기록해서 미국의 톰 버크와 허버트 제미슨에 이어서 3위를 기록했다. 약 몇 십년간 몇몇 자료에서는 독일의 선수인 프리츠 호프만이 불확실하게 그멜린보다 먼저 들어왔다고 써져있기도 했다.
비록 1896년 하계 올림픽 때는 3위에게 어떠한 것도 수여하지 않았지만 그는 동메달 수상자로 종종 평가받는다.